# 2016 au Belize
Chronologie du Belize
- 2012
- 2013
- 2014
- 2015
- 2016
- 2017
- 2018
- 2019
- 2020

Cet article présente les faits marquants de l'année 2016 au Belize.

## Gouvernement
- Monarque : Élisabeth II
- Gouverneur général : Colville Young
- Premier ministre : Dean Barrow
- Vice-Premier ministre : Gaspar Vega (en) puis Patrick Faber (en)
- Ministre des Affaires étrangères : Wilfred Elrington (en)
- Ministre de la Sécurité nationale : John Saldivar (en)
- Ministre du Travail : Hugo Patt (en)
- Ministre du Tourisme : Manuel Heredia Jr. (en)
- Ministre de l'Agriculture : Gaspar Vega (en)
- Ministre de la Santé : Pablo Marin (en)
- Chef de l'opposition : Francis Fonseca puis Johnny Briceño

## Statistiques
- Selon une étude demandée par l'UNICEF, environ 6 % des nouveau-nés ne sont pas enregistrés après leur naissance. Cela pose divers problèmes pour le futur de l'enfant, en particulier des problèmes d'accès aux soins médicaux et à l'éducation[1].

## Évènements

### Janvier
- Alerte au virus Zika dans tous les pays des Amériques en raison d'une épidémie démarrée en 2015 au Brésil[2],[3].
- 4 janvier : le corps du réalisateur canadien Matthiew Klinck (en) est retrouvé, mort assassiné, dans le district de Cayo[4].
- 27 janvier : la Phase II du Projet de réforme du secteur éducatif est lancée. Il prévoit la construction de nouvelles écoles et l'amélioration des formations des professeurs. Il est ainsi annoncé que 1 300 professeurs du primaire et du secondaire enseignant actuellement, n'ont aucun diplôme officiel[5],[6].
- 29 janvier : la banque CIBC se retire définitivement du Belize[7].

### Février
- la First Caribbean International Bank (en) se retire du Belize[8].
- 8 février : Johnny Briceño prête serment comme chef constitutionnel de l'opposition à la Chambre des représentants[9].
- 9 février : Fruta Bomba et sa filiale, Belize Food Packers Limited annoncent leur départ du pays. Plus gros producteur de papayes du district de Corozal et présent depuis plus de 20 ans, ils affirment que les coûts de main-d'œuvre sont trop élevés par rapport à d'autres pays des Caraïbes. Après fermeture, ce sera 251 employés qui seront au chômage[10],[11],[12].
- 15 février : le Karl Heusner Memorial Hospital augmente ses prix[13].
- 27 février : sur le fleuve Sarstoon, des navires militaires guatémaltèques pénètrent à l'intérieur des eaux territoriales béliziennes. Le Belize dénonce une violation flagrante du droit international[14],[15].
- 28 février : il y a un an, 37 Béliziens ont été capturés par l'armée du Guatemala alors qu'ils naviguaient sur la rivière Sarstoon. Pour marquer cet événement, une expédition des Volontaires territoriaux du Belize (VTB) est prévu. Mais le jour même, des navires militaires guatémaltèques armés sont entrés illégalement au Belize et empêchent les Béliziens de réaliser l'évènement[16]. (Différend frontalier entre le Belize et le Guatemala)

### Mars
- les exports de bananes ont chuté de 42 % lors du premier trimestre 2016 en raison de la faillite de Meridian Enterprise en octobre 2015 et d'inondations[17].
- 2 mars : fin du procès de la famille Coye. Accusée de blanchiment d'argent en 2008, puis disculpée par la Cour d'Appel en 2014, elle se battait depuis pour récupérer l'argent saisi par le gouvernement, soit 2,8 millions de $BZ[18].
- 3 mars : les activités de la First Caribbean International Bank sont reprises par la Heritage Bank[8].
- 4 mars :
  - lancement d'un projet de deux ans au Corozal Junior College pour améliorer la qualité de l'éducation aux niveaux primaire et secondaire dans le nord du pays[19].
  - départ de La Ruta Maya[20].
- 8 mars : lancement du Festival of Arts au Bliss Center for the Performing Arts à Belize City[21].
- 10 mars : le coureur cycliste Gregory Lovell est suspendu pour deux ans après avoir été contrôlé positif à la dexaméthasone[22].
- 12 mars :
  - les forces armées guatémaltèques (FAG) pénètrent à nouveau dans les eaux intérieures du Belize et exercent des pressions sur les forces béliziennes, affirmant que le fleuve Sarstoon leur appartient[23].
  - concert du chanteur jamaïcain Christopher Martin (en) à Belize City[24].
- 17 mars : après l'arrestation de trois mineurs responsables de deux homicides, un couvre-feu est instauré à Belize City pour les mineurs[25].
- 26 mars : le guatémaltèque Alejandro Padilla remporte la Holy Saturday Cross Country Cycling Classic[26].

### Avril
- 16 avril : le chef de gang Gerald ‘Shiny’ Tillett est abattu dans la rue, ce samedi soir à Dangriga. Son meurtre est suivi de plusieurs fusillades dans les rues[27]. Cet assassinat déclenche une nouvelle guerre de gangs qui s'étend à Belize City et qui dure tout le week-end[28],[29],[30].
- 16-17 avril : Froyla Tzalam est nommée présidente de l'Association of Protected Areas Management Organizations (APAMO, « Association des organisations de gestion des aires protégées »)[31].
- 19 avril : le Centre pour le contrôle et la prévention des maladies des États-Unis confirme la présence du virus Zika au Belize[32].
- 20 avril : deux soldats béliziens tuent un enfant guatémaltèque de 13 ans près de la frontière. Les tensions diplomatiques entre les deux pays s'accroissent[33],[34].
- 21 avril : le propriétaire de la compagnie de travaux qui avait détruit une pyramide maya sur le site de Nohmul en 2013, sa femme et son employé ont été condamnés à payer une amende : 6 000 $BZ chacun[35].
- 22 avril : Dean Barrow signe l'accord de Paris sur le climat à New York[36].
- 29 avril :
  - la Wil’s Law entre en vigueur. Elle interdit aux personnes et aux navires, sans autorisation légale, de pénétrer dans la partie bélizienne du fleuve Sarstoon[37].
  - début de la visite de la secrétaire générale du Commonwealth, Patricia Scotland[38].

### Mai
- 3 mai : la Fédération de football du Belize n'arrivant pas à élire un président en raison de désaccords, nomme Marlon Kuylen, le nouveau vice-président, président par intérim pour un an[39].
- 16 mai : le virus Zika est officiellement présent au Belize avec une première personne infectée confirmée à Belize City[40],[41].
- 22 mai : un incendie de forêt menace le zoo du Belize qui doit évacuer ses visiteurs[42].
- 23 et 24 mai : le Belize et le Guatemala tentent de négocier un nouvel accord concernant le fleuve Sarstoon à Istanbul, en présence de Magdalena Talamas, représentante de l'Organisation des États américains[43].

### Juin
- Saison cyclonique 2016 dans l'océan Atlantique nord
- 13 juin : un don du Central American Regional Security Initiative permet de moderniser les tribunaux : la prise de notes lors des procès passe au format numérique[44].
- 27 juin : un important incendie se déclare durant la nuit dans le centre ville de San Pedro à Caye Ambergris : onze bâtiments détruits et 88 personnes se retrouvent sans un toit[45],[46].
- 28 juin : la Cour permanente d'arbitrage rend sa décision sur la prise de contrôle de la Belize Telemedia Limited (en) (BTL) en 2009 par le gouvernement bélizien au détriment de Dunkeld International Investments Limited, une société Ashcroft, ancienne propriétaire de la BTL. La Dunkeld demande le remboursement de ses parts à 10,23 $US par action alors que le gouvernement bélizien les a estimé à 1,44 $US. Le tribunal ayant estimé la valeur de l'action à 5,75 $US, il condamne le gouvernement à rembourser 100 138 726 $US à la Dunkeld[47].
- 29 juin : en préparation du futur référendum, le Premier ministre annonce l'intention du gouvernement de modifier la loi référendaire. En effet, la loi en vigueur impose un seuil de 60 %. Le Guatemala demande à ce que cela soit modifié en majorité simple, et l'Organisation des États américains a fait remarqué que ce seuil élevé est anormal au regard du droit bélizien[48].
- 31 juin : le premier ministre Dean Barrow annonce que les difficultés financières de la compagnie de télécommunications Belize Telemedia Limited (en) restent à la charge de celle-ci et non au gouvernement[49] (qui avait nationalisé la compagnie en 2009 en s'appropriant la majorité des parts de celle-ci[50]).

### Juillet
- x

### Août
- une tombe maya de 1 300 ans est découverte sur le site de Xunantunich[51].
- 4 août : le pays est touché par l'ouragan Earl.
- 5 au 21 août : le Belize participe aux Jeux olympiques d'été de 2016.
- 11 août : la Cour suprême du Belize prononce son jugement rendant la loi anti-sodomie inconstitutionnelle[52]. Cela met fin au procès lancé par l'activiste LGBT Caleb Orozco en 2010 (Droits LGBT au Belize).

### Septembre
- 10 septembre : Rebecca Rath est élue Miss Belize 2016[53].
- 21 septembre : Fête nationale.

### Octobre
- x

### Novembre
- 11 novembre : l'année 2016 a vu une augmentation de la mortalité du bétail en raison de la rage[54]. Quatre districts sont particulièrement touchés : Corozal, Orange Walk, Cayo et Toledo.

### Décembre
- x

## Sport
- Belize aux Jeux olympiques d'été de 2016
- Tournoi d'ouverture du championnat du Belize de football 2016
- Tournoi de clôture du championnat du Belize de football 2016

## Publications
- (en) Herbert Gayle, Like bush fire : male social participation and violence in urban Belize, Benque Viejo del Carmen, Cubola Productions, 2016, 250 p. (ISBN 978-9768161475, OCLC 960912597)[55]

## Décès
- 21 mai : Elijio Briceño, homme politique.
- 3 juin : John Narcissus Rodriguez Jr., connu sous le nom de John Jay Rodriguez, chanteur[56].